# 拉納克 (伊利諾伊州)
拉納克（英語：Lanark）是一個位於美國伊利諾伊州卡洛爾縣的城市。

## 地理
拉納克的座標為42°06′08″N 89°50′00″W / 42.10222°N 89.83333°W，而該地的平均海拔高度為268米（即879英尺）。

## 人口
根據2010年美國人口普查的數據，拉納克的面積為2.91平方千米，當中陸地面積為2.91平方千米，而水域面積為0.00平方千米。當地共有人口1457人，而人口密度為每平方千米500.69人。